# Asahan
Asahan fou una regència de la residència de la Costa Oriental de Sumatra a les Índies Orientals Holandeses. Agafava el nom del principal estat dels que la formaven, el sultanat d'Asahan. Aquest regne tenia una superfície de 5.979 km² i estava situat a la costa nord-est de Sumatra, que forma actualment la regió de Kabupaten Asahan, a Sumatra del Nord.
La regència (afdeeling) d'Asahan estava dividida en tres parts:
- Subregència de Batubara
- Subregència d'Asahan
- Subregència de Labuhan Batu.